# Comore ai Giochi della XXIX Olimpiade
Le Comore hanno partecipato alle Giochi della XXIX Olimpiade di Pechino, svoltisi dall'8 al 24 agosto 2008, con una delegazione di 3 atleti.

## Atletica leggera
| Gara            | Atleta           | Batterie | Batterie | Quarti | Quarti | Semifinali | Semifinali | Finale | Finale |
| Gara            | Atleta           | Tempo    | Pos.     | Tempo  | Pos.   | Tempo      | Pos.       | Tempo  | Pos.   |
| --------------- | ---------------- | -------- | -------- | ------ | ------ | ---------- | ---------- | ------ | ------ |
| 100 m maschili  | Mhadjou Youssouf | 10"62    | 6        |        |        |            |            |        |        |
| 100 m femminili | Feta Ahamada     | 11"88    | 6        |        |        |            |            |        |        |

## Nuoto
| Gara              | Atleta            | Batterie | Batterie | Semifinali | Semifinali | Finale | Finale |
| Gara              | Atleta            | Tempo    | Pos.     | Tempo      | Pos.       | Tempo  | Pos.   |
| ----------------- | ----------------- | -------- | -------- | ---------- | ---------- | ------ | ------ |
| 50 m stile libero | Mohamed Attoumane | 29"63    | 91       |            |            |        |        |